# Geologisch Museum
Het Geologisch Museum was een museum dat van 1853 tot 1864 was gehuisvest in Paviljoen Welgelegen in de Nederlandse stad Haarlem. 
Sinds 1852 was in een zijvleugel van het gebouw de Hoofdcommissie voor het Geologisch Onderzoek in Nederland gevestigd; deze hield zich bezig met het geologisch in kaart brengen van Nederland. Secretaris van de commissie was Winand Staring die een tijdlang een paar kamers op de zolderverdieping van het paviljoen bewoonde. Na onenigheid binnen het bestuur werd de commissie echter ontbonden. Staring zette vanaf 1857 zelfstandig het werk voort en publiceerde tussen 1858 en 1867 de Geologische kaart van Nederland. De voor het bodemonderzoek benodigde literatuur en kaarten en de verzamelingen delfstoffen en fossielen werden zo omvangrijk dat ze in 1853 openbaar werden gemaakt voor het publiek. Zo werden grondmonsters, zwerfkeien, koraaldieren en plantenafdrukken in steenkool getoond. Er was ook al snel een catalogus: De Geologie van Nederland. Handleiding voor de bezigtigers der verzameling, etc. (1853). Uiteindelijk telde de collectie bij de opheffing van het Geologisch Museum in 1864 15.000 objecten.
De verzameling werd in 1864 overgedaan aan het Rijksmuseum van Natuurlijke Historie te Leiden, sinds 2012 bekend als het Naturalis Biodiversity Center. De collectie is later overgegaan naar het Geologisch Instituut van de Rijksuniversiteit Leiden.